# 军器监
军器监，北周设置，管理军械制造。隋唐为五监之一，时设时废。宋神宗时王安石以兵器不够精良，特设军器监。监官以文官充任，南宋归工部，金朝有设置，元朝改为武备监。